# Raffi Hovannisian

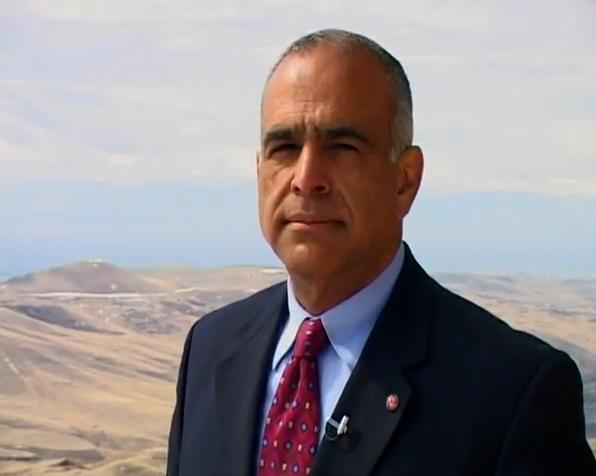
Raffi Hovannisian (2012)

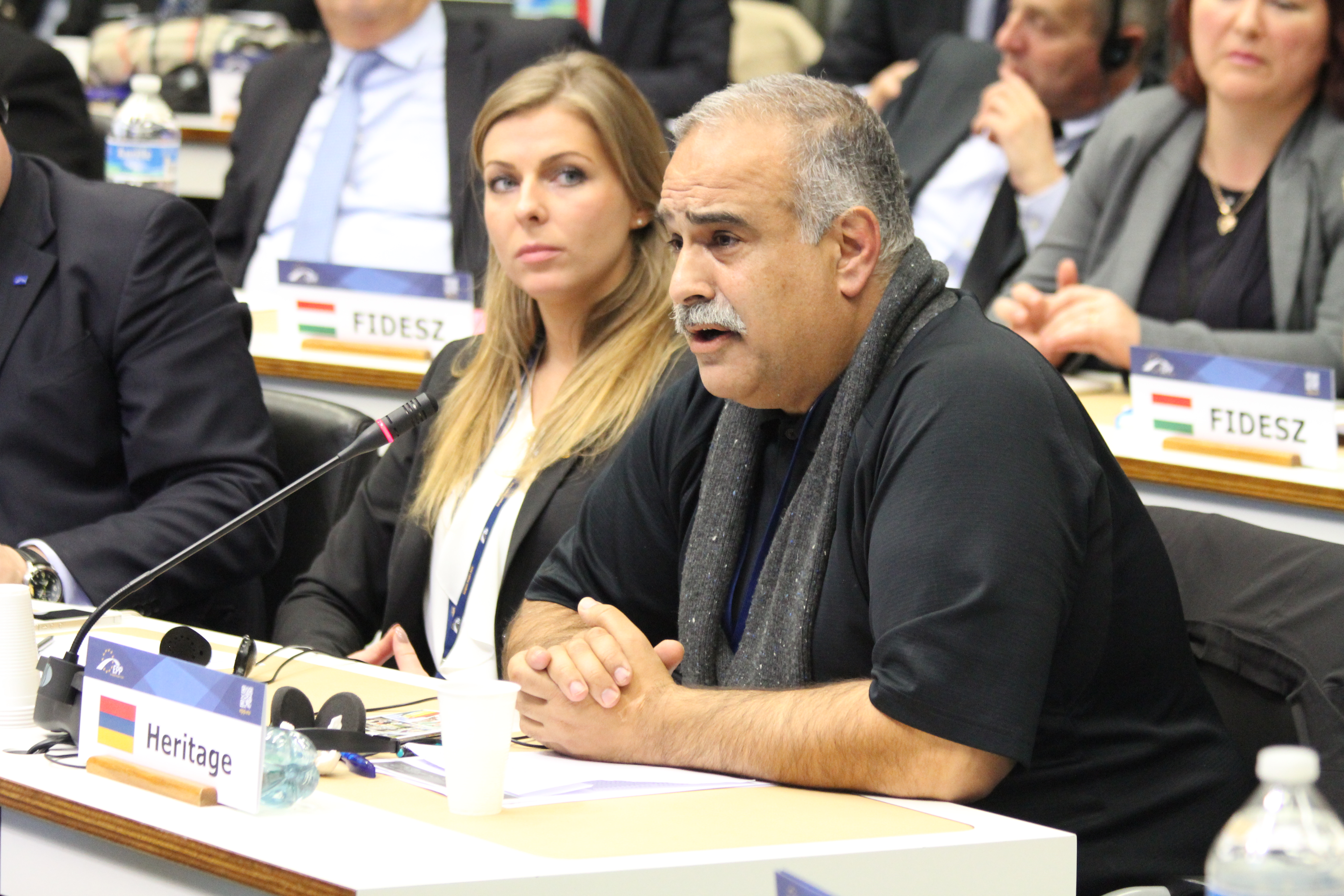
Raffi Hovannisian 2014 auf einer Versammlung der Europäischen Volkspartei (EPP)

Raffi Hovannisian (armenisch Րաֆֆի Հովհաննիսյան; * 20. November 1959 in Fresno, Vereinigte Staaten) ist ein armenischer Politiker. Er war von 1991 bis 1992 Außenminister Armeniens und Abgeordneter der Nationalversammlung von 2007 bis 2012 für die Partei Erbe, deren Gründungsvorsitzender er bis 2019 war.

## Werdegang
Gebürtig im kalifornischen Fresno, studierte Hovannisian von 1977 bis 1978 in der Abteilung für Politikwissenschaft an der University of California, Berkeley. 1979 führte er sein Studium an der University of California, Los Angeles fort und erhielt dort 1980 seinen Bachelor-Abschluss in Geschichte und Nahöstliche Studien. Das Masterstudium führte er an der amerikanischen Ostküste fort, wo er 1982 seinen Master-Abschluss in Recht und Diplomatie von der Fletcher School of Law and Diplomacy, einer Graduiertenschule der Tufts University, erhielt. Er spezialisierte sich im Masterstudium auf internationales Recht und die Diplomatiegeschichte kommunistischer Staaten und übte an seiner Universität Lehrtätigkeiten in armenischer Geschichte aus. Im Jahr 1985 erhielt er als Abschluss seines Studiums an der juristischen Fakultät der Georgetown University den Grad Juris Doctor.
Zwischen 1985 und 1989 arbeitete er als Anwalt für internationales Recht und als Zivilprozessanwalt bei den Firmen Hill, Farrer and Burrill, Whitman & Ransom, Stroock & Stroock & Lavan, sowie bei Coudert Brothers. Im Jahr 1989 gründete er in den USA die Armenian Bar Association („Armenische Anwaltskammer“) und stand ihr vor.
Im Januar 1990 kam er als Earthquake Relief-Projektleiter für die US-amerikanische Organisation Armenian Assembly of America  in die Armenische SSR, welche dreizehn Monate zuvor unter einem Erdbeben gelitten hatte. Als Armenien bald darauf von der Sowjetunion unabhängig wurde, wurde er am 7. November 1991 unter Präsident Lewon Ter-Petrosjan zum ersten Außenminister Armeniens ernannt und blieb es bis zum 16. Oktober 1992. Dann trat Arman Kirakosjan seine Nachfolge an.
Im Jahr 1993/94 gründete Hovannisian in der armenischen Hauptstadt Jerewan das Armenian Center for National and International Studies (ACNIS) als unabhängige Forschungseinrichtung. Seitdem ist er dessen Präsident. Über das ACNIS gibt Hovannisian das Journal „Hayatsk Yerevanits“ heraus, welches sich armenischer Politik und Kultur widmet. Im Jahr 1998 arbeitete er für eine kurze Zeit in der Abteilung für Information und Publikationen der Republik Armenien, sowie beim Hayastan All Armenian Fund.
Bei der armenischen Parlamentswahl am 12. Mai 2007 wurde Hovannisian in die Nationalversammlung der Republik Armenien für seine im Jahr 2002 durch ihn gegründeten nationalliberalen Partei Erbe gewählt. Er wurde zunächst Fraktionsvorsitzender, worin er jedoch ab dem 8. September 2008 durch seinen Parteikollegen Stjopa Safarjan abgelöst wurde. Das Parlamentsmandat endete im Mai 2012.
Hovannisian kandidierte bei der armenischen Präsidentschaftswahl vom 18. Februar 2013, verlor jedoch gegen den Amtsinhaber Sersch Sargsjan von der Republikanischen Partei Armeniens.
Seit der Parlamentswahl in Armenien 2017 ist seine Partei Erbe nicht mehr im armenischen Parlament vertreten und war zur vorgezogenen Parlamentswahl in Armenien 2018 auch nicht angetreten. Ende März 2019 wurde Hovannisian im Amt des Parteivorsitzenden durch Andranik Grigorjan abgelöst.

## Privates
Hovannisian ist verheiratet und hat fünf Kinder. Sein Vater ist der Historiker und Professor Richard G. Hovannisian.